# Pachypodium inopinatum
Pachypodium inopinatum es una especie de subarbusto perteneciente al género Pachypodium, dentro de la familia Apocynaceae. Es endémica del centro norte de Madagascar.

## Descripción
Pachypodium inopinatum es un subarbusto que presenta un tronco engrosado que puede llegar a medir hasta 50 cm de alto. Presenta ramas delgadas y espinosas que se extienden hacia arriba.
Las hojas de esta planta suelen concentrarse en los extremos de sus ramas, lo que le da una apariencia distintiva. Son brillantes, de color verde oscuro y están dispuestas en espiral alrededor de los tallos. Sus flores son de color amarillo.

## Distribución y hábitat
El área de distribución nativa de esta especie es el centro de Madagascar y crece principalmente en las grietas de las rocas del bioma tropical montañoso.

## Taxonomía
Pachypodium inopinatum fue descrita por el botánico sudafricano John Jacob Lavranos y publicada por priemera vez en la revista científica Cactus and Succulent Journal (Los Ángeles) 68: 175 en 1996.

Etimología
- Pachypodium: nombre genérico que proviene de la combinación de dos términos del griego antiguo: pachys (que significa 'grueso') y podium (que significa 'pie' o 'base'), haciendo referencia a la característica morfología de muchas especies del género, que suelen tener troncos o tallos robustos y suculentos.
- inopinatum: epíteto específico que deriva de la combinación de dos términos latinos: el prefijo in- (que significa 'no' o 'sin') y opinus (que significa 'esperado' o 'previsto'), por lo que se puede traducir como 'no esperado' o 'inesperado', haciendo alusión a que su descubrimiento fue inesperado.[3]

## Estado de conservación
En la Lista Roja de Especies Amenazadas de la UICN, la especie está clasificada como “Peligro Crítico (CR)”.

## Usos
Pachypodium inopinatum se cultiva principalmente como planta ornamental, aunque es muy raro de encontrar en los jardines y las colecciones debido a su estado crítico de conservación.